# Morilski val
Morílski val je val na vodni površini, ki po velikosti zelo presega povprečje valov, ki nastanejo zaradi vetra. Izjemno visoki valovi so bili od nekdaj del pomorskih legend, v zadnjih stoletjih pa so dokumentirani z zanesljivimi pričevanji in meritvami. Ni še splošno sprejete in enotne teorije o nastanku teh valov. Pojav morilskih valov med nevihtami na morju se razlikuje od cunamijev. Morilski valovi se pojavljajo na odprtem morju za kratek čas in v omejenem prostoru; cunamiji pa nastanejo zaradi premikanja morskega dna med potresi; na odprtem morju so komaj zaznavni, nakopičijo pa se ob obalah in zajamejo širše območje, ne glede na veter in vzvalovanost morja.
Najvišji, izjemni okoli 18 metrski val pri naftni ploščadi Draupner v Severnem morju na dan 1. januarja 1995 je prvi morilski val potrjen z meritvami. Na ploščadi, ki je grajena za valove do 12 m, je povzročil manjšo škodo.(Glej grafikon v: Draupner wave)

## Pojavljanje morilskih valov
Številna izginotja ladij pripisujejo morilskim valovom, le malo pa je dokazov o tem. V nekaterih primerih so našli razbitine, ki kažejo na poškodbe visoko postavljenih delov ladje, kar bi lahko povzročil morilski val.
- 10. oktobra 1903 je poštno ladjo ladjo Etruria ob 14:30 zadel štiri ure vožnje do New Yorka po pričevanju z levega boka zadel val višine vsaj 15 m. Dva izmed potnikov, ki so sedeli na palubi sta izgubila življenje, več drugih pa je bilo huje ranjenih.
- Leta 1933 so z ameriške preskrbovalne ladje Ramapo v severnem Tihem oceanu opazili morilski val višine, ki so mu s triangulacijo določili višino okoli 34 m.[1]
- Leta 1942 je ladjo Queen Mary v viharju okoli 1.100 km zahodno od obale Škotske zadel od strani val višine okoli 28 m. Na ladji je bilo 15.000 ameriških vojakov na poti na evropska bojišča. Ladja se je nagnila za 52°, a se nato počasi zravnala.
- Leta 1966 je morilski val prebil stekla na nadgradnji italijanske potniške ladje Michelangelo med vožnjo proti New Yorku. Poškodbe so bile na višini 24 m nad vodno črto. Življenje so izgubili trije ljudje.[1]
- Ladji MS Bremen in Caledonian Star je leta 2001 v Južnem Atlantiku zadel okoli 30-metrski morilski val. Okna na poveljniških mostovih obeh ladij so bila razbita. Videokamera na mostu je posnela dogodek.[2]
- 3. marca 2010 je ciprsko potniško ladjo Louis Majesty na odprtem morju pred Marsejem zadel 8-metrski val. Življenje sta izgubila dva človeka, huje ranjenih je bilo 14 ljudi. Trije zaporedni valovi so bili izjemno visoki v primerjavi z drugimi.[3]